# Leucidia
Leucidia är ett släkte av fjärilar. Leucidia ingår i familjen vitfjärilar.
Kladogram enligt Catalogue of Life:
| Leucidia | \| \| Leucidia brephos \| \| \| \| \| \| Leucidia elvina \| \| \| \| |
|          | \| \| Leucidia brephos \| \| \| \| \| \| Leucidia elvina \| \| \| \| |
|          | Leucidia brephos                                                     |
|          |                                                                      |
|          | Leucidia elvina                                                      |
|          |                                                                      |